# Arno Bay
Arno Bay (obsoleto Bligh) è una località dell'Australia Meridionale, sita sulla costa orientale della penisola di Eyre, equidistante dai centri regionali di Port Lincoln e Whyalla e circa 30 km a sud dal capoluogo municipale di Cleve.

## Geografia fisica
Arno Bay insiste sulla costa centro-orientale del Golfo di Spencer, nella baia omonima le cui coste presentano un'alternanza di lunghe spiagge di sabbia bianca, capi rocciosi (un esempio della sintesi di queste due caratteristiche geografiche è la spiaggia di Redbanks Beach, categorizzata come monumento geografico dalla società geografica australiana) e mangrovieti: il territorio è punteggiato da torrenti a carattere stagionale (Yelduknie Creek, Salt Creek) che formano laghetti periodici e impaludamenti, mentre l'interno è pianeggiante e quasi completamente adibito ad area agricola, con alternanza di coltivazioni (pelopiù grano e canola) e pascoli a ovini.

Il centro abitato si divide in una striscia costiera che va dal porticciolo al mangrovieto (dove sono situati il locale pub, il molo ed i servizi di base) ed una zona residenziale subito dopo lo svincolo della Lincoln Highway.
L'area paludosa delle foci del Driver River a sud-est della località rappresenta il triplo confine con Port Neill e Verran: il confine con quest'ultima località è una linea retta che prosegue verso nord fino alla Mccallum Road, che assieme alla Ramsey Road rappresenta il confine settentrionale con Cleve. Ad est, la Poverty Bay Road e la sua continuazione verso nord in Boundary Road fino all'incrocio con la summenzionata Ramsey Road rappresentano infine il confine orientale con Cowell.

## Storia

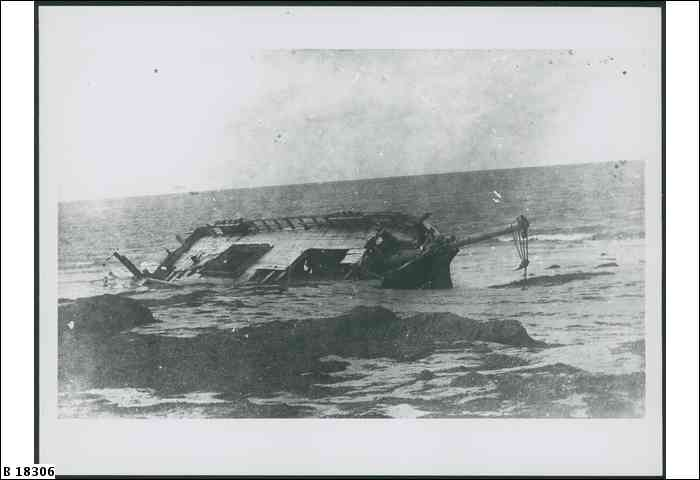
Il relitto del Post Boy naufragato ad Arno Bay nel 1920.

L'area dove oggi sorge la località, nota come Salt Creek Cove, venne aperta alla pastorizia nel 1863.

La località venne scelta per l'insediamento con l'intenzione di istituire un'area portuale: in quest'ottica, il molo venne costruito nel 1880. Il tentativo di esplorazione mineraria della zona ebbe sorte nefasta, col progetto della Arno Bay Mine fallito a causa degli allagamenti.
L'insediamento venne riconosciuto nel 1882 col nome di Bligh, in onore del capitan William Bligh: i residenti, tuttavia, hanno ostinatamente ignorato il nome ufficiale a favore di quello ufficioso di Arno Bay, fino all'ufficializzazione di quest'ultimo come nome della località avvenuta nel 1940. Il nome di Arno Bay, nonostante un'ostinata falsa etimologia che lo mette in relazione col fiume Arno, deriva invece più probabilmente dal nome aborigeno di una risorgiva dell'area.

## Economia
In virtù della presenza del molo, da cui importare fertilizzante ed esportare cereali (picco di 11000 tonnellate nel 1940), la località aveva una popolazione piuttosto grande per le medie dell'area, con la presenza di scuole, uffici postali, aree ricettive e ricreative: la costruzione dei grandi silos per lo stoccaggio del grano nel 1963 e lo sviluppo di un efficiente trasporto su strada resero la presenza del molo ridondante, causando il lento spopolamento dell'area.
Allo stato attuale Arno Bay continua a rappresentare un centro regionale di secondaria importanza nell'area, con presenza di alcuni servizi per le comunità agricole circostanti, economia ancora basata sull'agricoltura e in maniera sempre più preponderante sul turismo e pescaturismo (i fondali rocciosi e le prateria di Posidonia rappresentano terreni ideali per la pesca di specie locali come aringa australiana, gar, salmone australiano e i pregiati King George whiting e pagro australiano). Fin dalla seconda metà degli anni '90 l'area a sud dell'abitato è stata adibita all'acquacoltura, con la presenza di licenze per l'ingrasso del tonno rosso meridionale e soprattutto della ricciola codagialla e di un impianto per l'allevamento di quest'ultima.